# Ardabil
Ardabil (persiska: اَردَبیل), eller Ardebil (اَردِبیل), under antiken Artavil, är en stad i nordvästra Iran och är belägen 175 kilometer öster om Tabriz och 70 kilometer från Kaspiska havet. Den är administrativ huvudort för delprovinsen Ardabil och för provinsen Ardabil och har cirka en halv miljon invånare.
Ardabil blomstrade under safaviddynastin på 1500- och 1600-talen och i staden finns den safavidiske grundaren Safi al-Dins mausoleum som är ett shiitiskt vallfärdsmål.
Staden har en flygplats, Ardabil Airport.